# Bengt-Olof Landin
Bengt-Olof Landin, född den 24 april 1925 i Hudiksvall, Gävleborgs län, död den 25 september 2006 i Sankt Hans församling, Lund, var en svensk professor i systematisk zoologi vid Lunds universitet 1972–1991.

## Biografi
Landin hade vittgående kunskaper om insekter. Han var en framträdande spexare och i många år ständig sekreterare i Uarda-akademien. Han spelade ledande roller i karnevalsfilmerna 1950 och 1962 samt gjorde rollen som länsman i filmatiseringen av Falstaff, fakirs Ett svårskött pastorat. Landin är begravd på Djursholms begravningsplats.